# Heo Il-young
Dans ce nom coréen, le nom de famille, Heo, précède le nom personnel.
Pour les articles homonymes, voir Heo.
Heo Il-Young (en coréen 허일영), né le 5 août 1985, est un joueur sud-coréen de basket-ball. Il évolue au poste d'ailier. 

## Palmarès
- Vainqueur des Jeux asiatiques de 2014